# Кобельник Юрій Михайлович
Юрій Михайлович Кобельник (нар. 26 липня 1955, Миколаїв — пом. 19 листопада 2019, там само) — український тренер з фристайлу, заслужений тренер України.

## Життєпис
Випускник 1977 року Київського інституту фізичної культури. Працював у Миколаївській школі вищої спортивної майстерності. Виховав цілу плеяду знаменитих лижних акробатів. Був соратником засновника українського та радянського фристайлу Віталія Шведова. Від 2003 року — старший тренер національної збірної України. Працював на цій посаді на трьох Зимових Олімпіадах та багатьох чемпіонатах і етапах Кубків світу.
Помер у Миколаєві 19 листопада 2019 року на 65-му році життя. Похований в Миколаєві.

## Відомі вихованці
- Олександр Абраменко — заслужений майстер спорту України, фахівець із лижної акробатики, олімпійський чемпіон 2018 року. Володар малого Кришталевого глобуса з лижної акробатики сезону 2015–16. Срібний призер Чемпіонату світу 2019 року. Срібний призер Зимових Олімпійських ігор 2022.
- Ольга Волкова — майстер спорту міжнародного класу, учасниця двох Олімпіад і чотирьох чемпіонатів світу. Бронзова призерка чемпіонату світу 2011 року. Ця нагорода стала першою в історії незалежної України у цьому виді спорту.
- Алла Цупер — учасниця шести зимових Олімпіад. На першій з них, у 1998 році представляла Україну, на всіх інших — Білорусь. На Олімпіаді в Сочі 2014 року стала чемпіонкою.
- Ігор Ішутко — український фристайліст, учасник зимових Олімпійських ігор 2006 року.
- Максим Нескоромний — український фристайліст, старший тренер національної збірної команди України з фристайлу, Заслужений тренер України.